# Jota1 Cygni
Jota1 Cygni (ι1  Cygni, förkortat Jota1 Cyg, ι1  Cyg)  som är stjärnans Bayerbeteckning, är en ensam stjärna belägen i den nordvästra delen av stjärnbilden Svanen (stjärnbild). Den har en skenbar magnitud på 5,75 och är svagt synlig för blotta ögat där ljusföroreningar ej förekommer. Baserat på parallaxmätning inom Hipparcosuppdraget på ca 9,3 mas, beräknas den befinna sig på ett avstånd på ca 350 ljusår (ca 108 parsek) från solen.

## Egenskaper
Jota1 Cygni är en vit stjärna i huvudserien av spektralklass A1 V. Den har en uppskattad massa som är ca 2,4 gånger större än solens massa, en radie som är ca 3,0 gånger större än solens och utsänder från dess fotosfär ca 60 gånger mera energi än solen vid en effektiv temperatur på ca 8 830 K. 